# 위험한 행마
《위험한 행마》(Dangerous Moves)는 미국에서 제작된 Richard Dembo 감독의 1984년 영화이다. 미첼 피콜리 등이 주연으로 출연하였고 아서 콘 등이 제작에 참여하였다. 아카데미 외국어 영화상 수상작이다.

## 출연

### 주연
- 미첼 피콜리
- 레슬리 카론

### 조연
- 장 위그 앙글라드
- 미첼 오몬트
- 세르쥬 아베디키안
- 자크 부데
- 다니엘 올브리츠키
- 허버트 세인트 머커리
- 앨버트 시모노
- 벤하드 위키